# Coupe internationale 1933-1935
Navigation
Édition précédente Édition suivante
La Coupe internationale 1933-1935 est la troisième édition de la Coupe internationale, tournoi opposant les équipes de cinq nations : l'Autriche, la Hongrie, l'Italie, la Suisse et la Tchécoslovaquie. La compétition se déroule d'avril 1933 à novembre 1935. L'équipe d'Italie de football remporte pour la deuxième fois la Coupe internationale.
Parallèlement à ce tournoi, une compétition similaire impliquant d'autres pays et réservée aux joueurs amateurs se déroule de 1931 à 1934 et est remportée par la Roumanie.

## Compétition
| Rang | Équipe          | Pts | J | G | N | P | Bp | Bc | Diff |  | Résultats (▼ dom., ► ext.) |     |     |     |     |     |
| ---- | --------------- | --- | - | - | - | - | -- | -- | ---- |  | -------------------------- | --- | --- | --- | --- | --- |
| 1    | Italie          | 11  | 8 | 5 | 1 | 2 | 18 | 10 | +8   |  | Italie                     |     | 2-4 | 2-2 | 2-1 | 5-2 |
| 2    | Autriche        | 9   | 8 | 3 | 3 | 2 | 17 | 15 | +2   |  | Autriche                   | 0-2 |     | 4-4 | 2-2 | 3-0 |
| 3    | Hongrie         | 9   | 8 | 3 | 3 | 2 | 17 | 16 | +1   |  | Hongrie                    | 0-1 | 3-1 |     | 1-0 | 3-0 |
| 4    | Tchécoslovaquie | 8   | 8 | 2 | 4 | 2 | 11 | 11 | 0    |  | Tchécoslovaquie            | 2-1 | 0-0 | 2-2 |     | 3-1 |
| 5    | Suisse          | 3   | 8 | 1 | 1 | 6 | 13 | 24 | -11  |  | Suisse                     | 0-3 | 2-3 | 6-2 | 2-2 |     |

## Équipe championne
Luigi Allemandi, Luigi Bertolini, Felice Borel, Umberto Caligaris, Renato Cattaneo, Renato Cesarini, Carlo Ceresoli, Gino Colaussi, Gianpiero Combi, Giordano Corsi, Raffaele Costantino, Attilio Demaría, Riccardo Faccio, Giovanni Ferrari, Enrique Guaita, Anfilogino Guarisi, Ernesto Mascheroni, Giuseppe Meazza, Luis Monti, Eraldo Monzeglio, Raimundo Orsi, Silvio Piola, Alfredo Pitto, Mario Pizziolo, Roberto Porta, Virginio Rosetta, Angelo Schiavio, Pietro Serantoni

## Meilleurs buteurs
| Rang | Joueur           | Équipe          | Nombre de buts |
| ---- | ---------------- | --------------- | -------------- |
| 1    | Léopold Kielholz | Suisse          | 7              |
| 1    | György Sárosi    | Hongrie         | 7              |
| 3    | Josef Bican      | Autriche        | 5              |
| 4    | Oldřich Nejedlý  | Tchécoslovaquie | 4              |